# Праведность
Пра́ведность — понятие в христианстве, исламе и иудаизме; строгое следование заветам, которые предписаны вероисповеданием.
Также используется как синоним для слов «милосердие», «бескорыстие», «законность», «безгрешность» и прочим.

## Новый Завет
В Новом Завете словом «праведность» переведено греческое слово δικαιοσύνη (дикэоси́ни), означающее справедливость, законность, правосудие. Матф 5:20 «Ибо, говорю вам, если праведность ваша не превзойдёт праведности книжников и фарисеев, то вы не войдёте в Царство Небесное». Исходным для dikaiosune предположительно является δεικνυμι (deiknumi) «показывать словом или учением, являть, свидетельствовать, доказывать», что выражает идею откровения Богом Своих качеств и намерений Своему народу, в виде пророчеств, законов и нравственных повелений. Откр. 1:1 «Откровение Иисуса Христа, которое дал Ему Бог, чтобы показать (deiknumi) рабам Своим, чему надлежит быть вскоре. И Он показал, послав [оное] через Ангела Своего рабу Своему Иоанну». Миссия Иисуса стала не новым учением, а новым событием. Она дала людям не новые обещания Божьих намерений, а возможность уже в настоящем реально предвкусить грядущее эсхатологическое спасение:

Иисус не обещал прощения грехов: Он уже прощал. Он не просто уверял людей в том, что они войдут в грядущее Царство: Он звал их пойти за Ним как носителем этого Царства. Он не просто обещал им оправдание в день суда, но уже сейчас вменял им праведность. Он не только учил об эсхатологическом освобождении от физического зла, но странствовал, свидетельствуя искупляющую силу Царства и исцеляя от болезней и даже воскрешая.— Джордж Элдон Лэдд «Теология Нового Завета»

## Христианство
Праведность в христианстве — это состояние внешней и внутренней жизни человека, соответствующее Христову закону, изложенному в Евангелии. Характеризуется полным посвящением человека на служение Богу и людям, когда все силы духа, души и тела направлены на Богоугождение.

### Православие
В Православии некоторых мирян (в том числе и белое духовенство), почитаемых за праведную жизнь, угождение Богу и исполнение христианских заповедей, называют праведниками. К числу праведников относятся праотцы и богоотцы.

## Ислам
В исламе праведника называют са́лихом (араб. صالح‎). Салих не придаёт большого значения преходящим ценностям земной жизни (дунья). Он всецело стремится заслужить любовь и довольство Аллаха. Праведная жизнь салиха, является примером для других.
В духовной иерархии мусульман, салих стоит выше муслима (мусульманина), мухсина (человека, совершающего добрые дела) и мумина (истинно верующего). Отличительной чертой праведника является то, что он совершает свои добрые деяния не напоказ (рия), а с верой, скромностью и прочими добродетелями.

## Иудаизм
В иудаизме Праведность (ивр. צְדָקָה‎, цдака, обозначает также благотворительность, справедливость) означает выполнение всех законов и обязанностей, налагаемых на еврея Торой и Устным Законом.